# محمد بن محيصن
محمد بن محيصن أحد قراء القرآن الكريم وراوٍ من رواة الحديث النبوي ، اسمه محمد بن عبد الرحمن بن محيصن المكي قارئ أهل مكة والعالم بالقراءات والعربية .

## ابن محيصن القارئ
ذكره الذهبي ضمن علماء الطبقة الثالثة من حفاظ القرآن ، كما ذكره ابن الجزري ضمن علماء القراءات ، قرأ ابن محيصن القرآن على سعيد بن جبير ومجاهد ودرباس مولى عبد الله بن عباس ، وقرأ عليه عدد كثير منهم شبل بن عباد وأبو عمرو بن العلاء البصري وهو الإمام الثالث من أئمة القراءات العشرة ، كما قرأ عليه عيسى بن عمر القارئ ، قال ابن مجاهد وكان ممن تجرد للقراءة في عصر ابن كثير محمد بن عبد الرحمن بن محيصن ، وقال ميمون بن عبد الملك سمعت أبا حاتم يقول ابن محيصن من قريش وكان نحويا قرأ القرآن على ابن مجاهد ، وقال أبو عبيد القاسم بن سلام وكان من قراء مكة عبد الله بن كثير وحميد بن قيس ومحمد بن محيصن وكان ابن محيصن أعلمهم بالعربية وأقواهم عليها.

## روايته للحديث
روى محمد بن محيصن الحديث عن أبيه وعن وصفية بنت شيبة وعطاء ومحمد بن قيس ابن مخرمة .

## وفاته
توفي ابن محيصن سنة 123 هـ بمكة المكرمة .